# Tom Dolan
Tom Fitzgerald Dolan (ur. 15 września 1975 w Arlington), amerykański pływak. Trzykrotny medalista olimpijski.
Specjalizował się w stylu zmiennym. Na dwóch kolejnych olimpiadach zostawał mistrzem olimpijskim na swym koronnym dystansie 400 metrów zmiennym. Był również rekordzistą świata (w latach 1994–2002). W Sydney dodatkowo sięgnął po srebro na dwukrotnie krótszym dystansie. Także dwukrotnie, w 1994 i 1998, sięgał po złoto mistrzostw świata (400 m zmiennym).

## Starty olimpijskie (medale)
Atlanta 1996
- 400 m zmiennym -  złoto

Sydney 2000
- 400 m zmiennym -  złoto
- 200 m zmiennym -  srebro